# Michel Godin
Michel Gaston Joseph Godin (ur. 3 lipca 1908 w Arras, zm. 3 listopada 1978 w Valenciennes) – francuski szermierz, dwukrotny medalista mistrzostw świata.
Podczas mistrzostw świata w Warszawie w 1934 roku (oficjalnie zawody tego cyklu rozgrywane są pod tą nazwą dopiero od 1937) Francuzi w składzie: Georges Buchard, Philippe Cattiau, Michel Godin, René Lemoine, Michel Pécheux i Jean Piot zdobyli złoty medal w szpadzie drużynowej. Na tej samej imprezie René Bougnol, André Gardère, Édward Gardère, Michel Godin i René Lemoine zdobyli srebrny medal we florecie drużynowym.
Nigdy nie wziął udziału w igrzyskach olimpijskich.